# Monte Vulture
Der Monte Vulture oder das Vulture-Massiv ist das Bergmassiv eines erloschenen Vulkans im Norden der italienischen Provinz Potenza, etwa 45 km nördlich der Stadt Potenza. Er bedeckt eine Fläche von etwa 27 km² und ist somit in der Größe dem Vesuv und dem Roccamonfina-Massiv vergleichbar. Die Höhen des Vulture sind bewaldet und bilden damit eine auffallende, dunkle Landmarke, die das umgebende Hügelland dominant überragt. Der Berg ist auch der Namensgeber des Weinanbaugebiets Vulture, das den DOC-Wein Aglianico del Vulture produziert.

## Höhe
Den höchsten Gipfel des Vulture-Massivs bildet der eigentliche Monte Vulture mit 1326 m, ein zweiter südlich davon ist der San Michele mit 1262 m Höhe. In der Caldera Valle dei Grigi befinden sich auf 656 m Höhe die Laghi di Monticchio, zwei durch eine Landbrücke getrennte Maare, deren kleineres, der Lago Piccolo di Monticchio, als riserva naturale regionale, als regionales Naturreservat geschützt ist.

## Geschichte
Die frühesten explosiven Ausbrüche des Vulkans datieren etwa vor einer Million Jahren und haben Ignimbrit erzeugt. Vor etwa 830.000 Jahren endeten diese Eruptionen und wichen einer Mischung pyroklastischer Ausbrüche und Effusionen, die bis vor rund 500.000 Jahren andauerten. Eine Erklärung zur Entstehung der Valle dei Grigi ist der vermutete Einbruch der ganzen Westflanke des Vulkans, ähnlich wie es 1980 beim Mount St. Helens der Fall war. Die letzte Phase weiterer Lavaflüsse, der Entstehung von Lavadomen, Phreatomagmatischer Explosionen, die die beiden Maare bildeten, wird auf etwa 40.000 v. Chr. datiert.

## Besiedlung
Die Caldera des Kraters bildet ein Freizeitgebiet. In der Bergwand oberhalb des Lago Piccolo erhebt sich die Abbazia di San Michele, eine Abtei, die im 8. Jahrhundert begründet wurde und im 11. und 12. Jahrhundert zu einem Kloster mit einer Höhlenkirche ausgebaut wurde. Die Ruinen einer weiteren Klosterkirche Sant’Ippolito, die nach einem Erdbeben 1456 verlassen wurde, befinden sich zwischen den beiden Seen. Das Caldera-Gebiet mit dem Ort Monticchio Laghi gehört zur etwa 13.000 Einwohner zählenden Gemeinde Rionero in Vulture, deren Hauptort sich am Osthang des Berges erstreckt. Die Ortschaft Sant’Andrea auf einem südlichen Ausläufer des Berges gehört zur südöstlich gelegenen Gemeinde Atella, die knapp 4000 Einwohner hat.

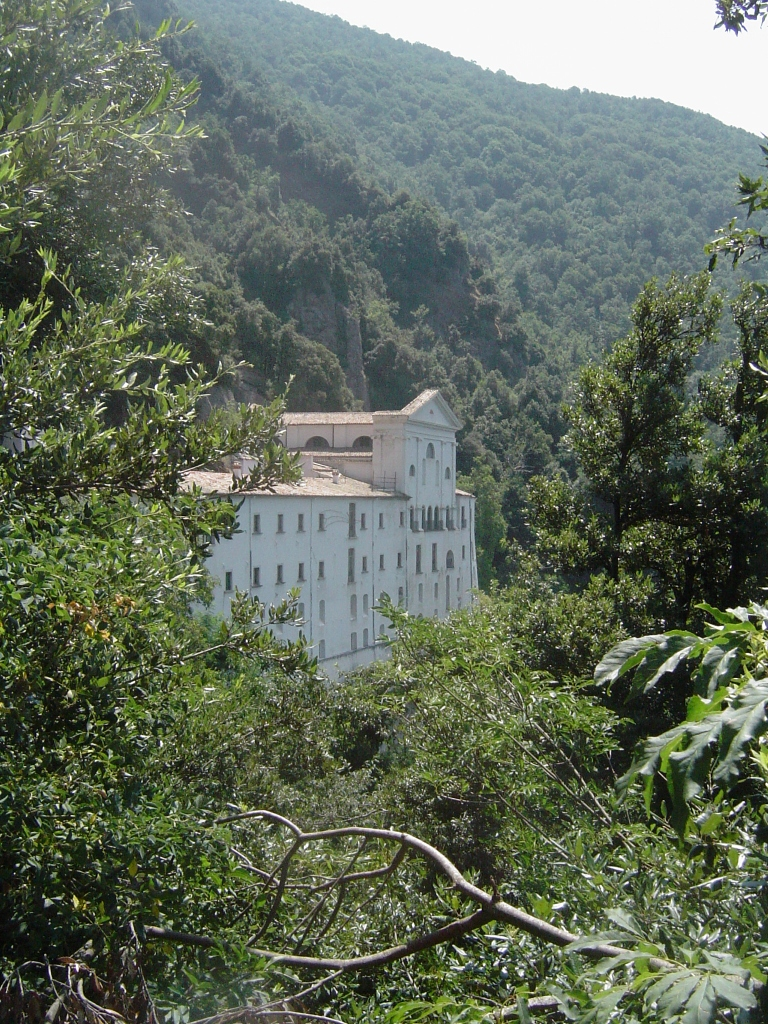
Abbazia San Michele
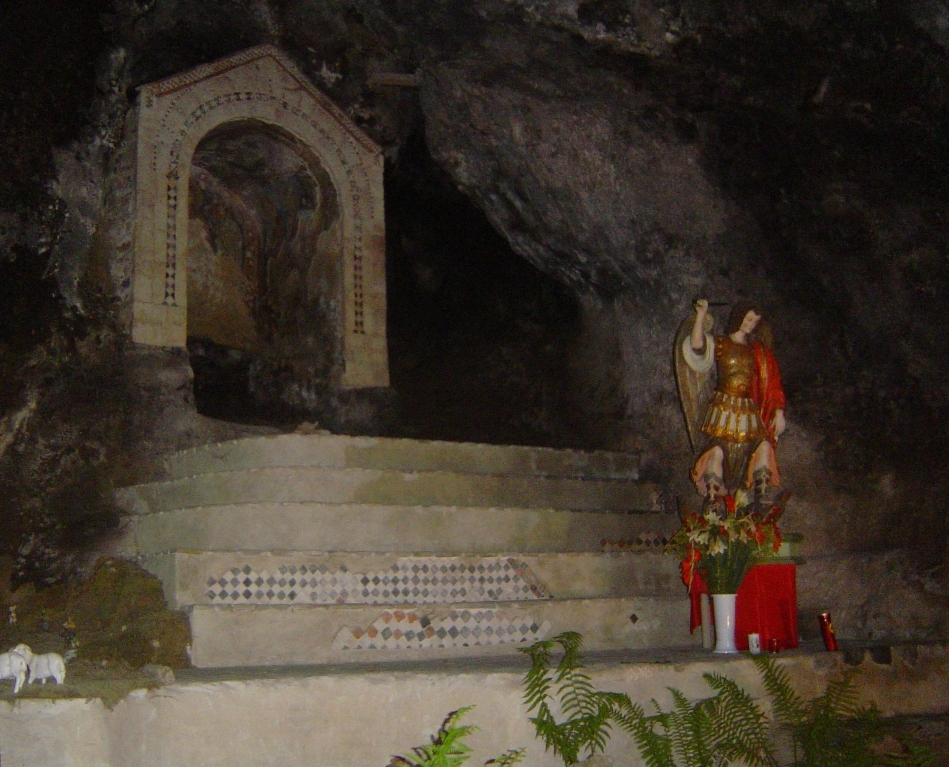
Das Innere der Abteikirche
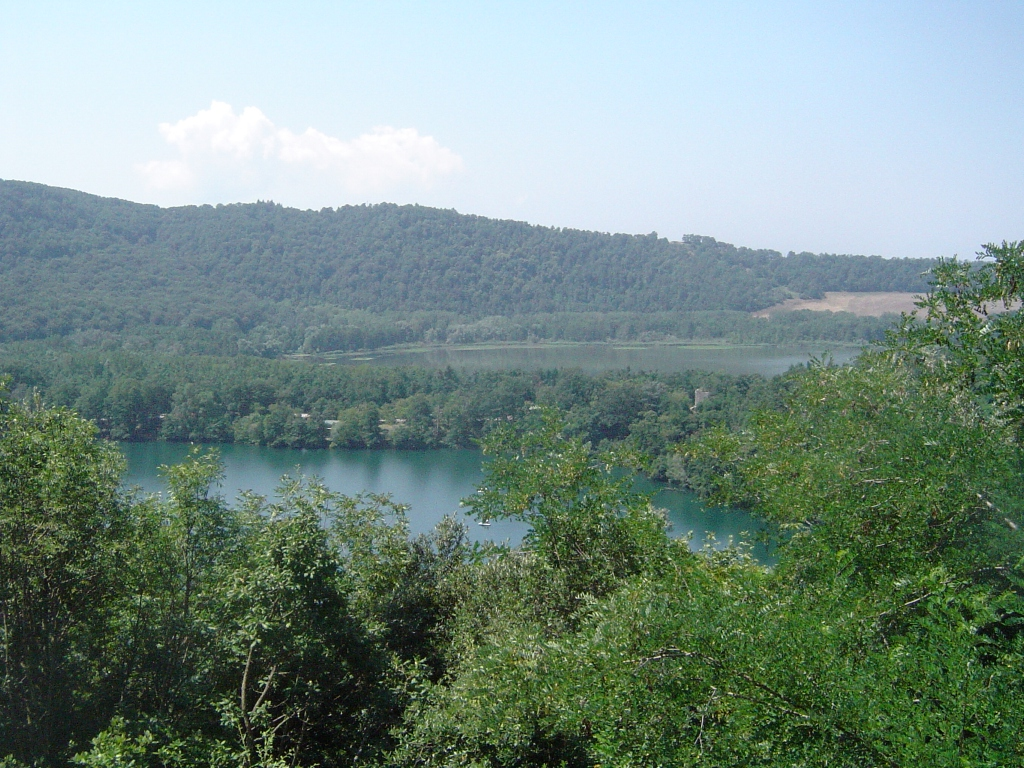
Die Maare (Laghi di Monticchio)
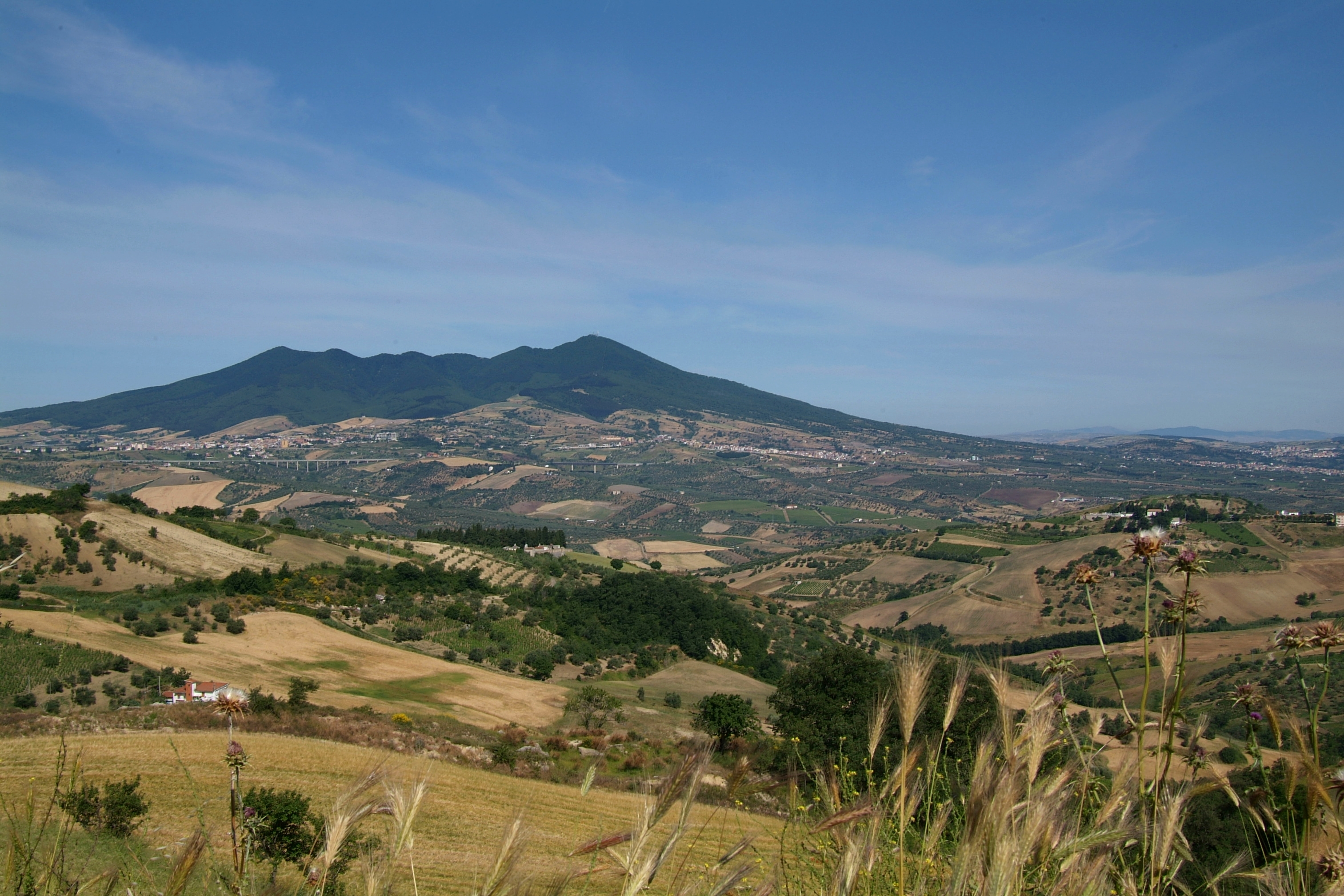
Landschaft um den Monte Vulture